# Masafer Jatta

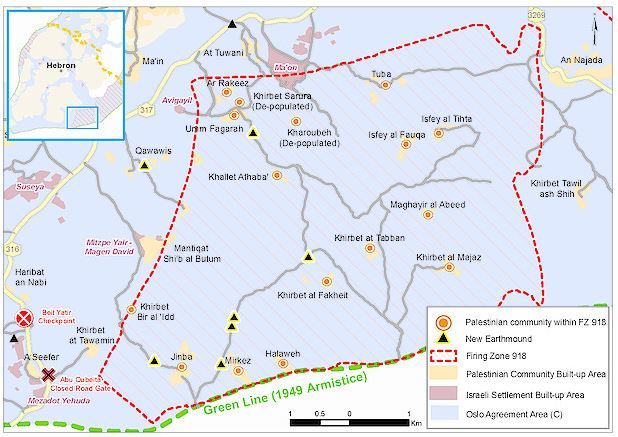
Masafer Yatta na wzgórzach Hebronu, na Wyżynie Judzkiej na Zachodnim Brzegu

Masafer Jatta (arab. ‏مسافر يطا‎, również Mosfaret Jatta) – zbiór 19 osad palestyńskich na południowym Zachodnim Brzegu, w prowincji Hebron w Palestynie, położonych między 14. a 24. km na południe od miasta Hebron, na południowych wzgórzach Hebronu, w granicach gminy Jatta. Uważa się, że nazwa „Masafer” wywodzi się od arabskich słów oznaczających „podróżowanie” w odniesieniu do odległości potrzebnej do przebycia z Jatty lub „nic” – w świetle lokalnego przekonania, że „nic” nie mogłoby żyć w tej okolicy.

## Ludność i administracja
Według Palestyńskiego Centralnego Biura Statystycznego, sześć miejscowości tworzących zespół (Mantiqat Shi’b al-Batim, Khirbet Tawil ash-Shih, Khirbet al-Fakhit, Khirbet Bir al-Idd, Khirbet Asafi i Maghayir al-Abeed) liczyło 768 osób w 2007 roku. Osiem wiosek dotkniętych izraelskim nakazem wydalenia z 2022 r. liczy 1144 mieszkańców, z czego połowę stanowią dzieci. Pobliskie at-Tuwani służy jako centrum beduińskiego osadnictwa. Masafer Jatta jest zarządzany przez lokalny komitet ds. rozwoju, którego członkowie są mianowani przez Ministerstwo Spraw Lokalnych Autonomii Palestyńskiej.

## Historia
W 1881 roku Eksploracyjny Fundusz Palestyny (EFP) odnotował następujące miejsca: Shảb el Butm,, czyli „ostroga terebintu”, Tuweil esh Shîh, co oznacza „bylicowy szczyt/grzbiet”, Kh. el Fekhît – „ruinę szczeliny”, i Kh. Bîr el 'Edd – „ruinę wieloletniej studni”.
W Kh. Bîr el 'Edd EFP zauważył „ślady ruin i cysterny” podczas pobytu w Kh. el Fekhît, zauważyli „ślady ruin i jaskinię”.

### Okupacja izraelska

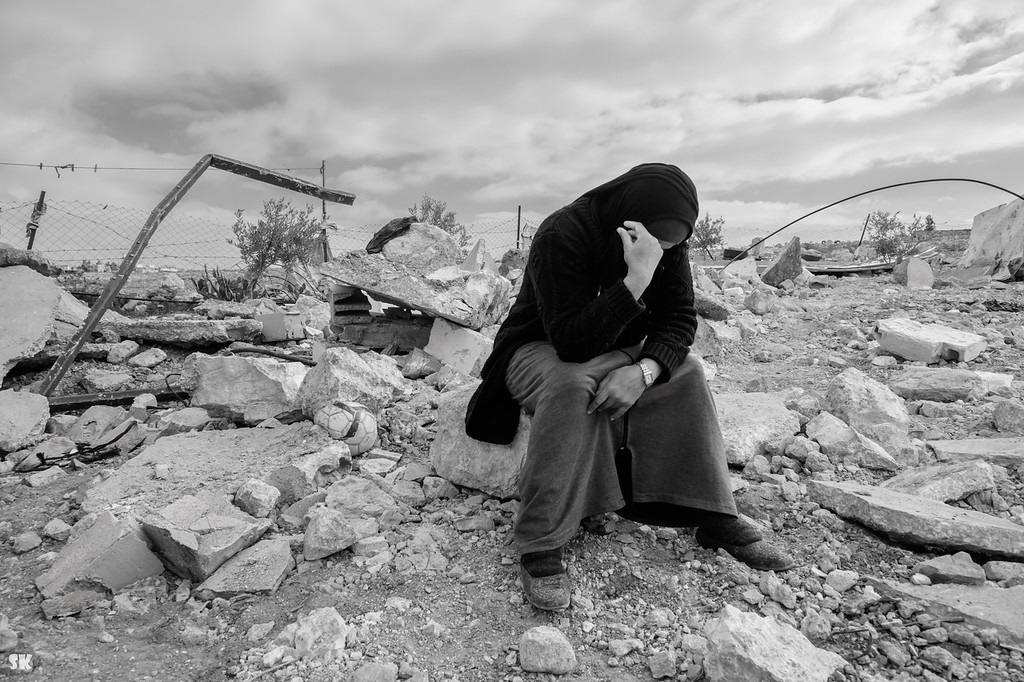
Kobieta siedząca wśród ruin swojego domu zniszczonego przez władze izraelskie w Masafer Jatta, styczeń 2023 r.

Od wojny sześciodniowej w 1967 roku Masafer Jatta znajduje się pod izraelską okupacją.
Zespół osad jest częścią „Strefy C”, co oznacza, że Izrael sprawuje nad nim pełną kontrolę wojskową i cywilną. Obszar ten jest wykorzystywany przez armię do celów szkoleniowych i został nazwany przez armię izraelską Strefą Ognia 918, po tym jak Ariel Szaron, zgodnie z protokołem Rady Ministrów z 1981 r., wyraźnie stwierdził, że celem takiej redefinicji byłoby umożliwienie przesiedlenia miejscowych palestyńskich mieszkańców. Ponad tysiącowi Palestyńczyków grozi wydalenie ze swoich domów i posiadłości.
Według The Guardian „palestyńskie zbiorniki na wodę, panele słoneczne, drogi i budynki są tu często burzone z powodu braku pozwoleń na budowę, które są prawie niemożliwe do uzyskania, podczas gdy okoliczne nielegalne osady izraelskie rozkwitają. Społeczność to głównie pasterze, hodujący kozy i owce podczas upalnych lat i mroźnych zim”. Znajdujące się najbliżej izraelskiej placówki Micpe Ja’ir Bir el-Eid donosi, że ich cysterna została zdewastowana przez wrzucenie do niej zwłok zwierzęcia. Palestyńczycy twierdzą, że „sądzi się, że za wandalizmem stoją izraelscy osadnicy”.
Władze izraelskie próbowały przenieść mieszkańców do Jatty, argumentując, że osady na tym obszarze powstały dopiero w latach 80. po izraelskiej decyzji o utworzeniu streły ognia określanej jako IDF. Mieszkańcy wioski wnieśli apelację do izraelskiego Sądu Najwyższego twierdząc, że mają dowody na to, że mieszkali na tym obszarze przed izraelską okupacją. Opiera się ona na fakcie, że podczas izraelskiego ataku na pobliską Samu w 1966 r. mieszkańcy wioski Jinba ponieśli straty – ONZ udokumentowała je wkrótce po tym, jak 15 domów zostało wysadzonych w powietrze przez siły izraelskie – a szkody zostały wkrótce formalnie uznane przez rząd jordański, który wypłacił mieszkańcom odszkodowania za straty w kwietniu i maju 1967: 350 dinarów za każdy zniszczony kamienny dom; 100 dinarów za każdego zabitego wielbłąda i siedem za każdą owcę. Strona izraelska argumentowała zaś, że wysadzono w powietrze namioty Beduinów. Jednak izraelski geograf Natan Shalem w swojej książce Midbar Yehuda (Pustynia Judzka) w 1931 roku stwierdził, że w kilku wioskach nie było koczowniczych obozowisk Beduinów. Inne dowody potwierdzają istnienie wielu innych zamieszkałych miejsc na długo przed okupacją.

### Atak izraelskich osadników

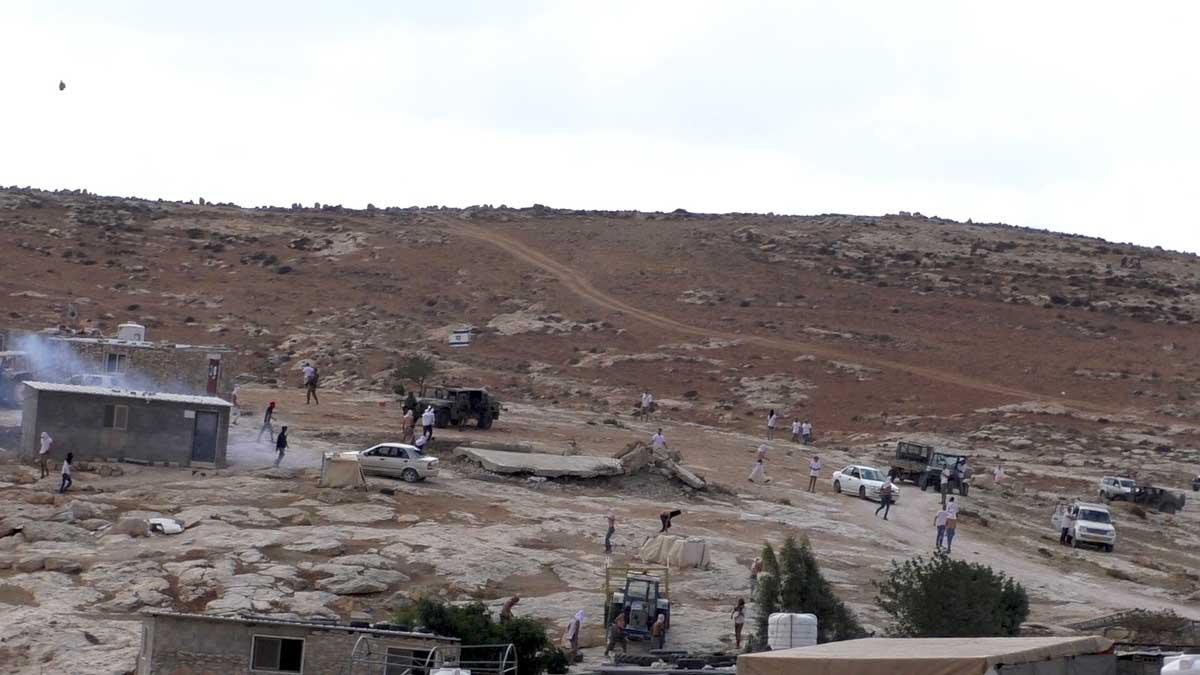
Atak osadników na Al Mufakara, wrzesień 2021 r.

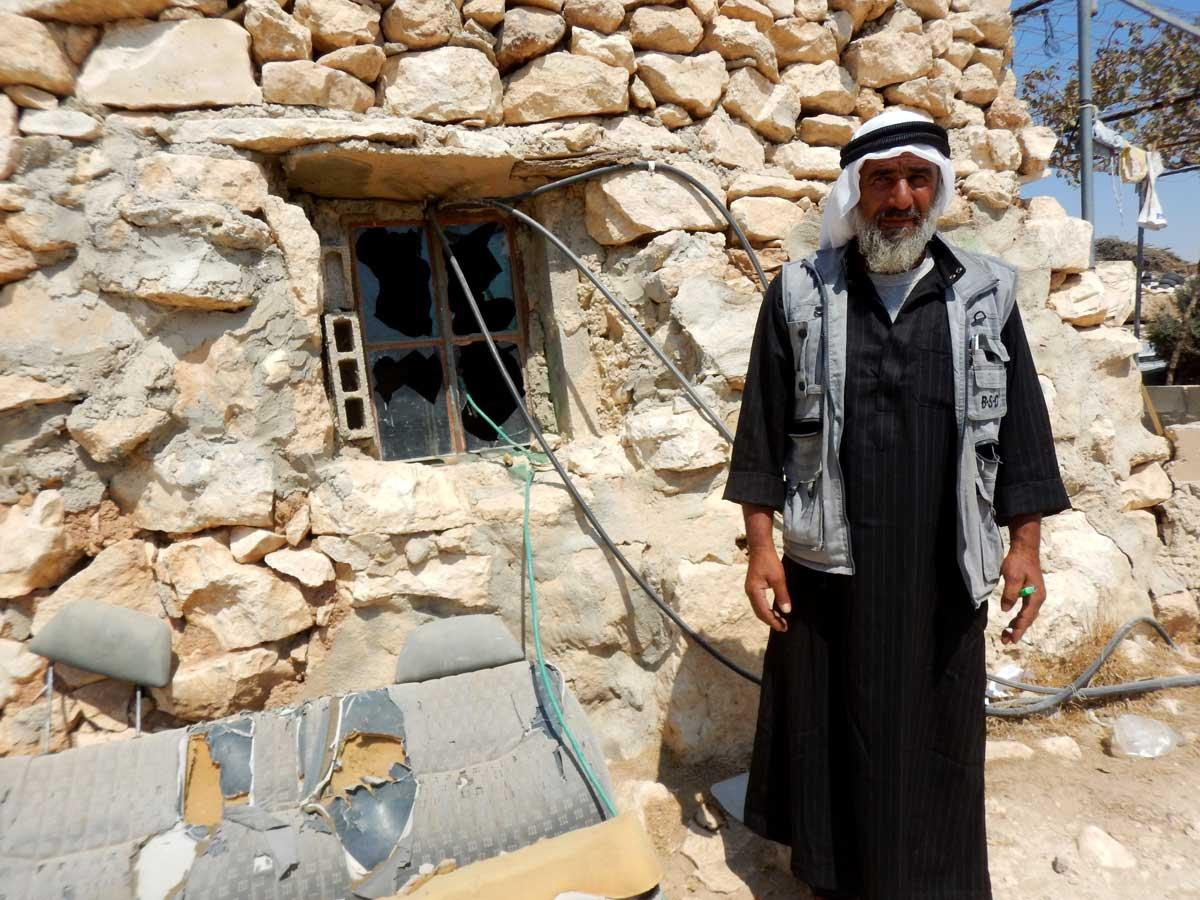
Okno rozbite po ataku osadników na Al Mufakara

We wrześniu 2021 r. tłum składający się z około 80 do 100 zamaskowanych izraelskich osadników zaatakował wioskę Khirbat al-Mufkara, jedną z wiosek tworzących Masafer Jatta, rzucając kamieniami w domy i niszcząc samochody; 12 Palestyńczyków zostało rannych, w tym trzyletnie palestyńskie dziecko, które zostało uderzone w głowę, gdy izraelski osadnik rzucił w niego kamieniem, gdy spało w swoim domu.
Minister spraw zagranicznych Izraela Ja’ir Lapid zareagował, nazywając to „brutalnym incydentem”, „przerażające i to jest terror. To nie jest wzorowe izraelskie zachowanie i nie jest to sposób żydowski. To brutalna i niebezpieczna skrajność, a my mamy obowiązek postawić ich przed wymiarem sprawiedliwości”.

### Przymusowe przesiedlenia[14]

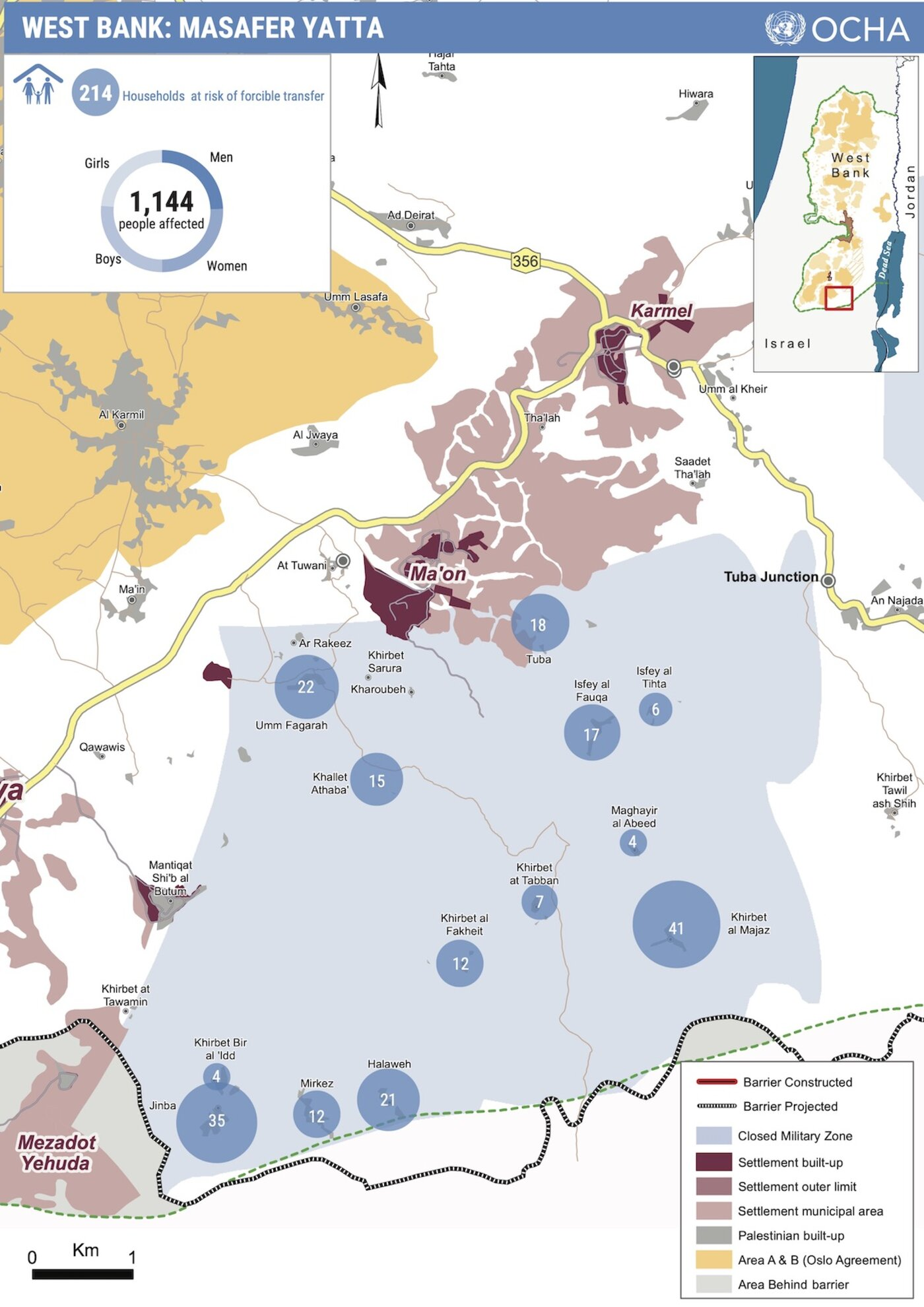
Gospodarstwa domowe zagrożone przymusowym przesiedleniem

W maju 2022 roku izraelski Sąd Najwyższy zatwierdził stanowisko IDF w kwestii 3000 hektarów, na których wylistowano 12 wiosek palestyńskich, torując drogę do wydalenia 1000 mieszkańców, co byłoby największą deportacją od lat 70. Jeden z sędziów biorących udział w orzeczeniu, David Mintz, mieszka w izraelskiej osadzie Dolew na Zachodnim Brzegu. 10 maja Unia Europejska stwierdziła, że „rozbudowa osiedli, wyburzenia i eksmisje są nielegalne w świetle prawa międzynarodowego”, a utworzenie strefy ostrzału nie jest „nadrzędnym wojskowym powodem” przeniesienia okupowanej ludności.
Gdy rozpoczęto wyburzenia, jedna rodzina w jednej z dotkniętych wiosek, Khribet al-Fakhiet, oczyściła przestrzeń w jaskini dla siebie i swojego inwentarza żywego, aby przetrwać zimę. Datę wyburzenia domów 80 osób w Khallet Athaba wyznaczono na 29 września 2022 r. Dostęp do pastwisk wykorzystywanych przez pasterzy został, zdaniem miejscowych pasterzy, konsekwentnie przejmowany przez osadników, a zarówno organizacjom charytatywnym próbującym pomóc poszkodowanym społecznościom, jak i działaczom starającym się bronić ich przed osadnikami, odmawiano pozwolenia na wejście na teren strefy z powodu braku zezwoleń na podróżowanie.

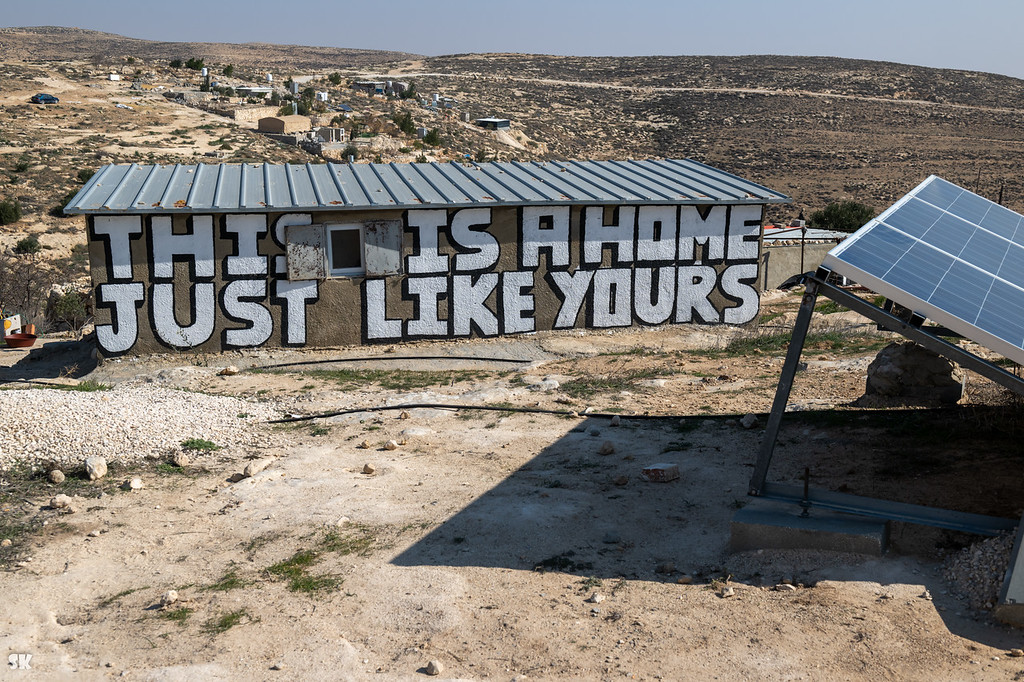
Znak protestu na domu zagrożonym wyburzeniem w Khallet Athaba, styczeń 2023 r.

Organizacja Narodów Zjednoczonych stwierdza, że działania Izraela mogą być równoznaczne ze zbrodnią wojenną. W dniu 2 stycznia 2023 r. B’tselem opisało wypędzenia jako „szybką zbrodnię wojenną”.

## Stypendium w Nakbie
Esej Ilana Pappé Everyday Evil in Palestine: The View from Lucifer’s Hill (ang. Zło codzienne w Palestynie: Widok z Wzgórza Lucyfera) traktuje przykład Masafer Jatta jako studium przypadku codziennych zjawisk „rosnącej kolonizacji, czystek etnicznych i ucisku”, które są symbolem trwającej Nakby narodu palestyńskiego . Wzgórze Lucyfera to wzniesienie wznoszące się nad Masafer Yatta, gdzie Pappé zauważa, że „zarówno ucisk, jak i opór wobec Masafer Jatta są widoczne”, i że „wszystko, czego potrzeba, aby pojąć realia trwającego ucisku, to jedno wzgórze i jedna godzina”. Jest to również jedno z miejsc na Zachodnim Brzegu, które Ariel Handel zidentyfikował w 2009 roku na „mapie katastrofy” .
Pappé przedstawia rozwój wysiłków mających na celu wypędzenie mieszkańców Masafer Yatta z tego obszaru, od wywłaszczenia ziemi palestyńskiej przez Izrael za pośrednictwem Światowej Organizacji Syjonistycznej i wyznaczenia przez izraelski rząd pastwisk jako zabronionych dla osadnictwa ludzkiego, do bardziej metodycznego kierowania mieszkańców, niszcząc urządzenia wodne i ogłaszając okoliczne tereny jako strefy ostrzału . W tym, co Pappé nazywa metodą czystek etnicznych, znaczna część Masafer Jatta została już ogłoszona strefą ostrzału przed 1977 r., o kryptonimie Strefa Ostrzału 918, co pozwoliło armii izraelskiej burzyć domy, palić plony, niszczyć studnie i blokować dostęp do pól – metoda stosowana jeszcze szerzej po 1999 r. 